# Diédercsoport
A csoportelméletben diédercsoportnak nevezzük az olyan csoportokat, amelyeket a síknak egy adott szabályos sokszöget önmagába képező egybevágóságai alkotnak (az egybevágóságok kompozíciójával, mint művelettel). A diédercsoportok így a transzformációcsoportok közé tartoznak. Az n-oldalú szabályos sokszög egybevágóságainak csoportját {\displaystyle D_{n}}-nel jelöljük, minden n természetes számra (értelmezéstől és forrástól függően, esetleg az n>2 kikötéssel) létezik tehát egy diédercsoport, és így ezek száma megszámlálhatóan végtelen. Noha a diédercsoportot az elfajuló {\displaystyle n=1} és {\displaystyle n=2} esetekben is értelmezni lehet, ebben a cikkben általában kikötjük, hogy {\displaystyle n\geq 3}.
{\displaystyle D_{n}} elemeinek száma {\displaystyle 2n}. A diédercsoportok nem Abel-csoportok.

## Alapvető tulajdonságok
A szabályos n-szög egybevágóságait két halmazra oszthatjuk. Az egyik halmazba az irányítástartó egybevágóságok tartoznak. Ezek az egybevágóságok az n-szöget középpontja körül {\displaystyle {2\pi } \over n} valamely többszörösével elforgatják. Ilyenekből éppen n darab van. A másik, szintén n elemű halmazba irányításváltó egybevágóságok tartoznak, ezek mind a sokszög szimmetriatengelyeire vett tükrözések. Ennek alapján a {\displaystyle D_{n}} diédercsoportot két eleme generálja: egy t tükrözés és egy f {\displaystyle {2\pi } \over n} szöggel való elforgatás. {\displaystyle D_{n}=\{1,f,f^{2},\dots ,f^{n-1},t,ft,f^{2}t,\dots ,f^{n-1}t\}} (itt 1 jelöli a sík identikus leképezését, egyben {\displaystyle D_{n}} egységelemét). Az alábbi ábra a fentieket szemlélteti {\displaystyle D_{8}}-nak egy stoptáblára gyakorolt hatásán keresztül:

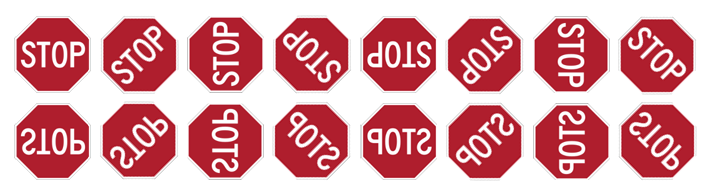
D_{8} hatása egy szabályos nyolcszög alakú stoptáblára.

Itt a felső sorban láthatók a forgatások, az alsóban pedig a tükrözések. A forgatások egy n-edrendű ciklikus részcsoportot alkotnak. Ez egy 2 indexű normálosztó (sőt karakterisztikus részcsoport) {\displaystyle D_{n}}-ben, így {\displaystyle D_{n}} feloldható.

## Elfajuló esetek és általánosítások

### n=1
A {\displaystyle D_{1}} diédercsoport az „egyszög” egybevágósági csoportja. Az euklideszi síkon ez nem realizálható, de a gömbi geometriában konstruálható ilyen síkidom. Legyen P a gömbfelület egy tetszőleges pontja és f egy P-n áthaladó főkör (gömbi egyenes). P az egyszög egyetlen csúcsa, f az egyetlen él. A P-n áthaladó, f-re merőleges egyenesre való tükrözés a gömbfelületnek olyan nemidentikus egybevágósági leképezése, amely az egyszöget fixen hagyja (de az él irányítását megfordítja). Több ilyen leképezés nincsen, ezért {\displaystyle D_{1}} a kételemű csoport.

### n=2
{\displaystyle D_{2}}-re is a gömbfelületen találhatunk geometriai reprezentációt. Tekintsük a gömbfelület két átellenes pontját, és két őket összekötő főkörszakaszt. Ez a két csúcs és két szakasz egy gömbi kétszöget alkot, amelyet fixen hagy az identikus leképezésen kívül még a gömbfelület két tengelyes tükrözése és a gömbfelület egy középpontos tükrözése is. Ez a négy egybevágóság alkotja a négyelemű {\displaystyle D_{2}} csoportot, és mivel itt valamennyi nem identikus elem másodrendű, {\displaystyle D_{2}} a két negyedrendű csoport közül a Klein-csoporttal izomorf.